# Eleição municipal de Campina Grande em 1951
A eleição municipal de 1951 em Campina Grande[carece de fontes?] foi realizada em 12 de agosto de 1951, assim como nas demais cidades paraibanas, em paralelo com as eleições para o Senado Federal.
Na eleição para prefeito, o deputado federal Plínio Lemos (PL) foi eleito com 13.909 votos, contra 11.124 de Argemiro de Figueiredo (UDN). Antonio Rodenbusch, do Partido Republicano, teve apenas 225 votos. Houve ainda 15.135 abstenções.
Para vice-prefeito, foi eleito Lafayete Cavalcanti (PSD), que recebeu 13.820 votos, enquanto seu adversário mais próximo, Severino Henrique da Cruz (UDN), teve 10.926, e o menos votado foi Alberto de Sousa (PR), com apenas 194. 15.453 eleitores não compareceram às urnas para eleger o novo vice-prefeito.

## Resultados

### Prefeito
| 12 de agosto de 1951         | 12 de agosto de 1951    | 12 de agosto de 1951 | 12 de agosto de 1951 |
| Candidato                    | Votação                 |                      |                      |
| Total                        | Porcentagem             |                      |                      |
| ---------------------------- | ----------------------- | -------------------- | -------------------- |
| Plínio Lemos (PL)            | 13.909                  | 55,07%               |                      |
| Argemiro de Figueiredo (UDN) | 11.124                  | 44,04%               |                      |
| Antonio Rodenbusch (PR)      | 225                     | 0,89%                |                      |
| Total de votos válidos       | Total de votos válidos  | 25.258               | 100,00%              |
| Votos apurados               |                         |                      |                      |
| Votos válidos                | Votos válidos           | 25.258               |                      |
| Votos em branco              |                         |                      |                      |
| Votos nulos                  |                         |                      |                      |
| Total de votos apurados      | Total de votos apurados | 14.656               | 100,00%              |
| Eleitores                    |                         |                      |                      |
| Comparecimento               |                         |                      |                      |
| Abstenções                   | Abstenções              | 15.135               | 37,47%               |
| Total de eleitores           | Total de eleitores      | 40.393               |                      |

### Vice-prefeito
| 12 de agosto de 1951            | 12 de agosto de 1951    | 12 de agosto de 1951 | 12 de agosto de 1951 |
| Candidato                       | Votação                 |                      |                      |
| Total                           | Porcentagem             |                      |                      |
| ------------------------------- | ----------------------- | -------------------- | -------------------- |
| Lafayete Cavalcanti (PSD)       | 13.820                  | 55,41%               |                      |
| Severino Henrique da Cruz (UDN) | 10.926                  | 43,81%               |                      |
| Alberto de Sousa (PR)           | 194                     | 0,78%                |                      |
| Total de votos válidos          | Total de votos válidos  | 13.674               |                      |
| Votos apurados                  |                         |                      |                      |
| Votos válidos                   | Votos válidos           | 24.940               |                      |
| Votos em branco                 |                         |                      |                      |
| Votos nulos                     |                         |                      |                      |
| Total de votos apurados         | Total de votos apurados | 24.940               | 100,00%              |
| Eleitores                       |                         |                      |                      |
| Comparecimento                  |                         |                      |                      |
| Abstenções                      | Abstenções              | 15.453               | 38,26%               |
| Total de eleitores              | Total de eleitores      | 40.393               |                      |

## Vereadores eleitos
| Candidato eleito         | Partido | Votação | Porcentagem | Cidade onde nasceu | Unidade federativa |
| Félix Araújo             | PL      | 2.797   | 11,01%      | Cabaceiras         | Paraíba            |
| Petrônio Figueiredo      | UDN     | 2.683   | 10,56%      | Campina Grande     | Paraíba            |
| Bonald Filho             | PSB     | 1.659   | 6,53%       | Flores             | Pernambuco         |
| Zoroastro Coutinho       | PSD     | 1.442   | 5,68%       |                    |                    |
| Manuel Figueiredo        | UDN     | 1.319   | 5,19%       |                    |                    |
| Antonio Bezerra Sobrinho | PSD     | 1.220   | 4,80%       |                    |                    |
| Protásio Ferreira        | PSD     | 1.149   | 4,52%       |                    |                    |
| Maria Dulce Barbosa      | UDN     | 1.087   | 3,73%       | Queimadas          | Paraíba            |
| Pedro Sabino de Farias   | PSD     | 990     | 3,90%       | Campina Grande     | Paraíba            |
| Américo Porto            | UDN     | 750     | 2,95%       |                    |                    |
| Luiz Pereira da Silva    | CDP     | 722     | 2,84%       |                    |                    |
| Gumercindo Dunda         | UDN     | 651     | 2,56%       |                    |                    |